# Dalvíkurbyggð
Die Gemeinde Dalvíkurbyggð liegt im Norden Islands in der Region Norðurland eystra. Am 1. Januar 2023 hatte sie 1906 Einwohner.
Der Hauptort der Gemeinde ist Dalvík mit 1404 Einwohnern, weitere größere Siedlungen sind Hauganes mit 96 Einwohnern und Litli-Árskógssandur mit 121 Einwohnern.

## Geographische Lage

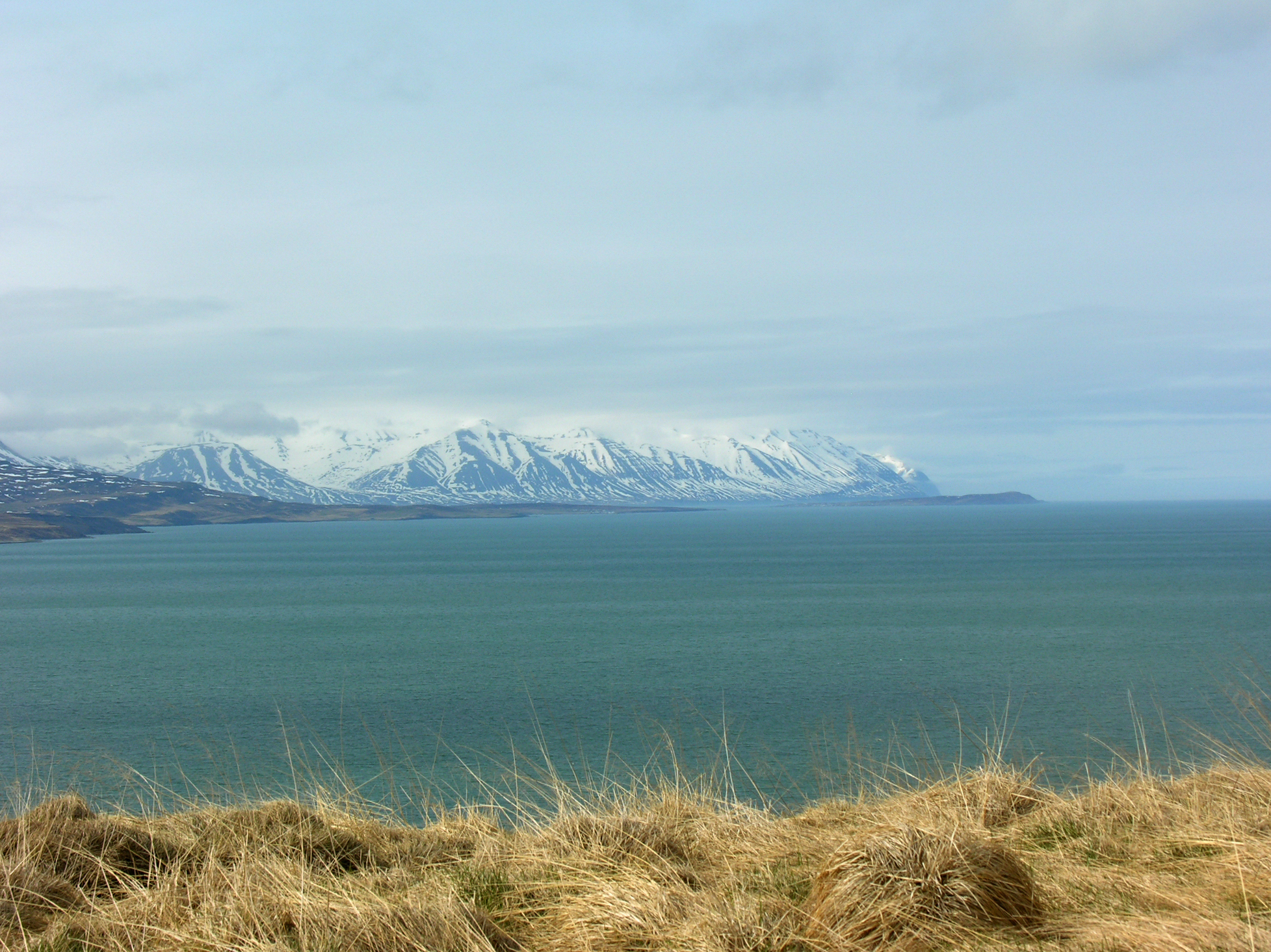
Blick über den Eyjafjörður auf die Berge bei Dalvík

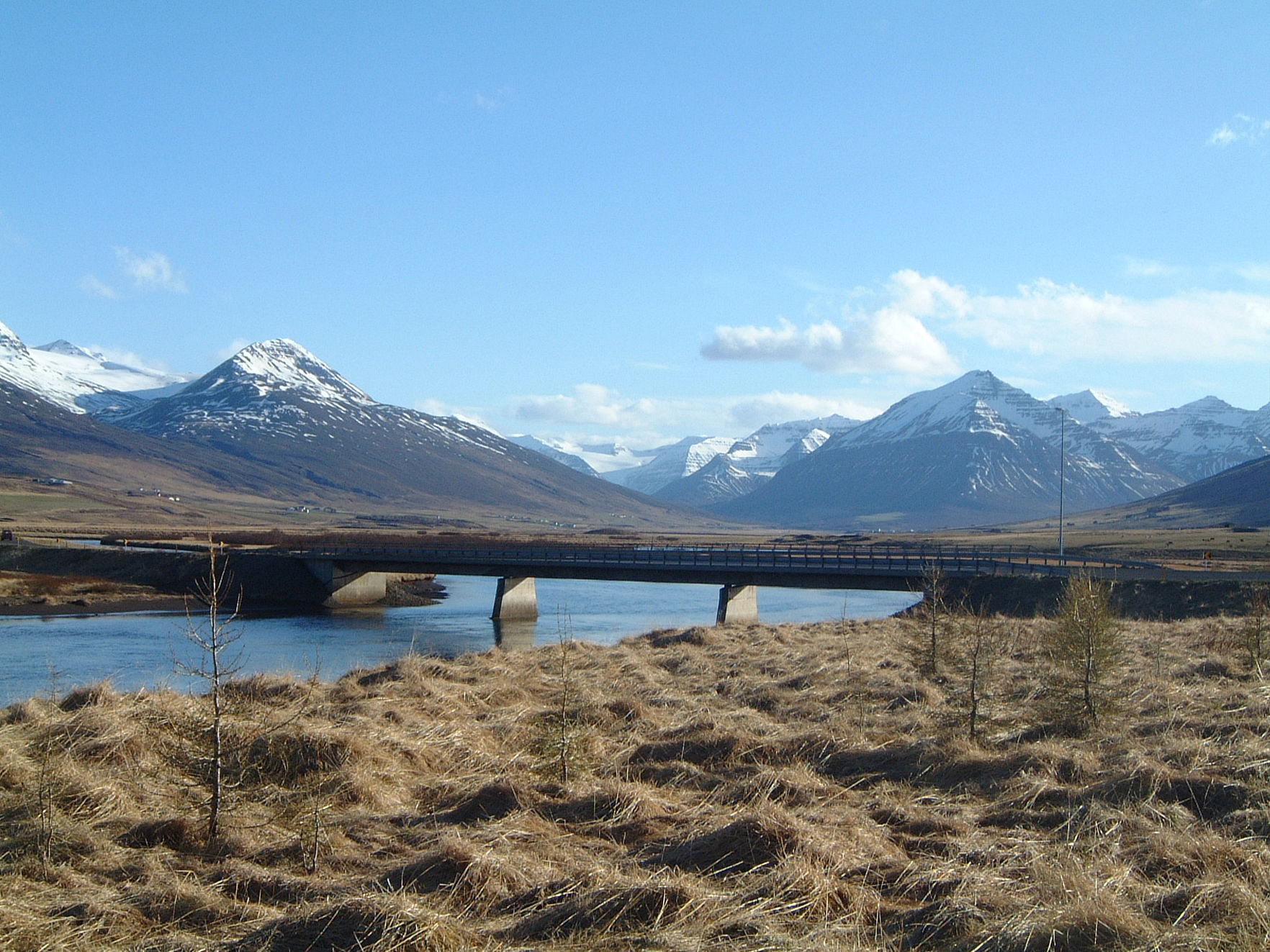
Svarfaðardalur

Das Gemeindegebiet umfasst einen Küstenstreifen auf der Westseite des Eyjafjörður zwischen Akureyri und Ólafsfjörður, wo die drei Siedlungen Dalvík, Hauganes und Árskógarsandur liegen, sowie die Täler Svarfaðardalur und das unter Naturschutz stehende Skíðadalur, die in das Innere der Halbinsel Tröllaskagi hineinführen, auf der die Gemeinde liegt.

## Geschichte
Die Gemeinde entstand am 7. Juni 1998 durch den Zusammenschluss der Stadt Dalvík (Dalvíkurkaupstaður) mit den beiden Landgemeinden Svarfaðardalur (Svarfaðardalshreppur) und Árskógur (Árskógshreppur).

## Verkehrsanbindung
Die Straße 82 führt von Akureyri aus längs des Eyjafjörður über Dalvík nach Ólafsfjörður. Von ihr zweigen in bzw. bei Dalvík die Stichstraßen 806, 807 und 805 ab, die nach Tröllaskagi hineinführen.
Die Fähre fährt von Dalvík aus zur Insel Grímsey, die im Nordmeer vor Island liegt. Auch die Insel Hrísey ist mit der Fähre erreichbar.
Ein internationaler Flughafen befindet sich in Akureyri.
Nach Reykjavík sind es 412 km.

## Hauganes, Árskógssandur und andere Ortschaften

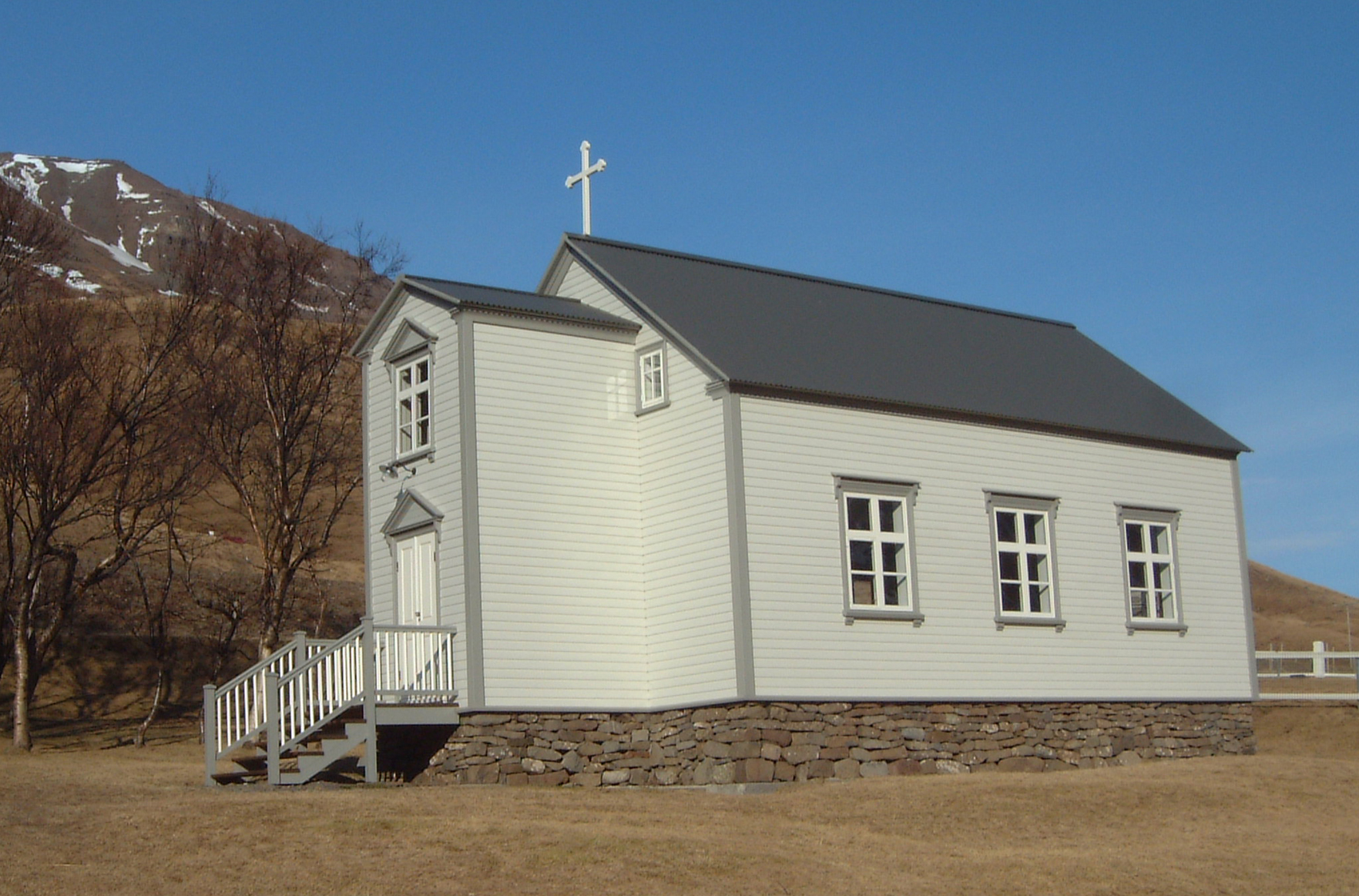
Urðakirkja

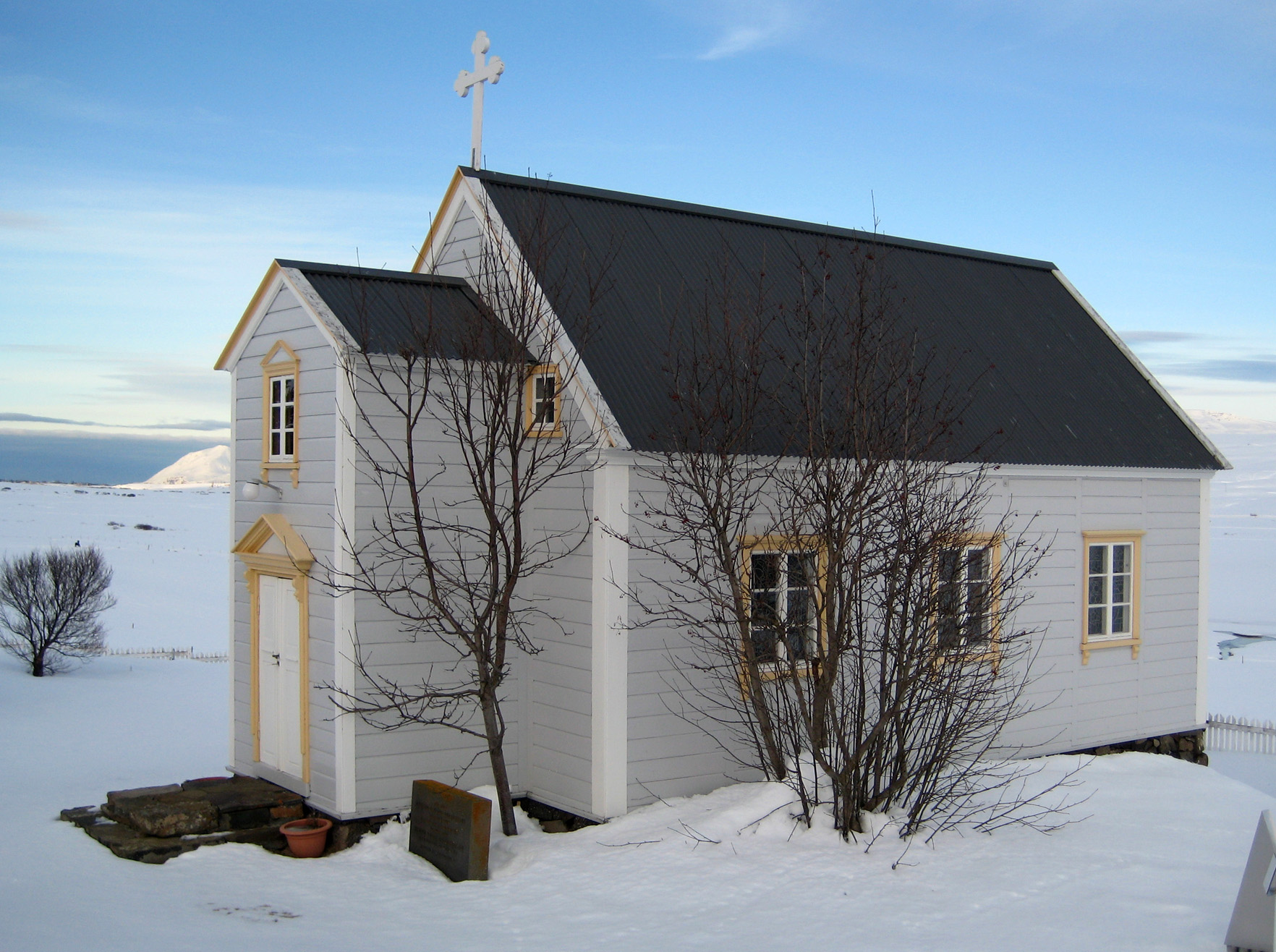
Tjarnarkirkja

Die zur Gemeinde gehörigen Dörfer Hauganes und Árskógssandur liegen etwas südlich von Dalvík Richtung Akureyri.
In den Dörfern an der Küste lebt man hauptsächlich von Fischfang und -verarbeitung sowie vom Tourismus. Von Árskógssandur verkehrt die Fähre zur Insel Hrísey, von Hauganes aus kann man an Walbeobachtungsfahrten auf dem Fjord teilnehmen.
Im Tal Svarfadardalur südwestlich von Dalvík steht auf dem Hof Urðir die Holzkirche Urðarkirkja, die nach der Zerstörung des Vorgängerbaus durch einen Orkan 1900–1902 neu errichtet wurde. Diesem Orkan vom 20. September 1900, der unter der Bezeichnung Kirkjuveðrið – was „Kirchenwetter“ bedeutet – in die Geschichte einging, fielen alle vier Kirchen des Tals zum Opfer. Aus den Trümmern der Urðarkirkja wurden einige Gegenstände geborgen, die noch heute in der Kirche zu sehen sind, z. B. das 1880 von dem isländischen Maler Arngrímur Gíslason (1829–1887), der zeitweise in diesem Tal lebte, geschaffene Retabel. Die Kanzel ist von 1766, und eine der Glocken soll 1534 gegossen worden sein. Das Kirchenschiff der Urðakirkja, die seit 1990 unter Denkmalschutz steht, misst 9,53 m in der Länge und 6,40 m in der Breite, ihr später angefügter Vorbau ist 2,52 m lang und 2,65 m breit.
Die 1893 ebenfalls aus Holz mit einer Länge von 9,92 m und einer Breite von 5,09 m erbaute Tjarnarkirkja auf dem Hof Tjörn ähnelt von der Architektur her sehr der Urðakirkja. Sie hat 60–70 Sitzplätze. An ihr wurden 1897, 1905–1909 sowie 1925–1933 verschiedene bauliche Veränderungen vorgenommen, unter anderem wurde sie um einen 1,83 m × 2,60 m große Vorbau erweitert.
Die Vallakirkja auf dem Hof Vellir am Beginn des Tales, in der eine Kanzel von 1747 und ein Taufbecken von 1946 stehen, wurde 1861 erbaut. Nach umfassender Renovierung und teilweisem Neubau wurde sie 2000 neu geweiht.

## Einwohnerentwicklung
| Jahr * | Einwohner                 |
| ------ | ------------------------- |
| 1997   | 2.076 (Gebietsstand 1998) |
| 2003   | 2.025                     |
| 2004   | 1.946                     |
| 2005   | 1.927                     |
| 2006   | 1.966                     |
| 2007   | 1.951                     |
| 2008   | 1.942                     |
| 2009   | 1.951                     |
| 2010   | 1.958                     |

* jeweils zum 1. Dezember
Trotz der Nähe zu Akureyri (ca. 35 km) lässt sich hier eine gewisse Stagnation feststellen.

## Städtepartnerschaften
- Hamar, Norwegen
- Ittoqqortoormiit, Grönland
- Lund, Schweden
- Porvoo, Finnland
- Viborg, Dänemark

## Söhne und Töchter
- Kristján Eldjárn (1916–1982), dritter Staatspräsident der Republik Island